# Carlos Llavador Fernández
Carlos Llavador Fernández (Madrid, 26 d'abril de 1992) és un esportista espanyol que competeix en esgrima, especialista en la modalitat de floret.
Va guanyar una medalla de bronze al Campionat Mundial d'Esgrima de 2018 i una medalla de bronze al Campionat Europeu d'Esgrima de 2015, ambdues en la prova individual.
Va cursar estudis superiors a la Facultat de Ciències de l'Activitat Física i de l'Esport de la Universitat Politècnica de Madrid.

## Carrera esportiva
Va començar a practicar esgrima amb vuit anys a la Sala d'Armes de Madrid. Posteriorment es va traslladar al CAR de Madrid per entrenar sota les ordres del mestre Jesús Esperanza, olímpic en la modalitat de floret.
El 2015 va obtenir la seva primera medalla en la categoria absoluta: un bronze en el Campionat Europeu, després de perdre en semifinals contra l'italià Andrea Cassarà. A l'any següent va canviar el seu lloc de residència, traslladant-se a Itàlia i incorporant-se a l'escola Frascati Scherma.
El 2018 va aconseguir el seu major èxit, un bronze en el Campionat Mundial, derrotant en vuitens de final el rus Timur Safin, en quarts l'italià Giorgio Avola i perdent en semifinals contra el britànic Richard Kruse. Com a conseqüència d'aquest resultat, el Consell Superior d'Esports li va atorgar la medalla de bronze de la Reial orde del Mèrit Esportiu.
El 2020 es va penjar la medalla d'or en la Copa del Món celebrada al Caire, la seva primera medalla en aquest tipus de competició. Participarà en els Jocs Olímpics de Tòquio 2020 en la prova de floret individual.